# Genotoksyczność
Genotoksyczność – bezpośrednia reakcja rakotwórczych związków chemicznych z kwasem deoksyrybonukleinowym (DNA). Działanie dzieli się na bezpośrednie lub pośrednie następujące dopiero po aktywacji (tzw. prokancerogeny).
Genotoksyczość skutkuje aberracjami chromosomowymi (uszkodzenia genetyczne), adduktami DNA u osób eksponowanych na kancerogeny. Niektóre związki genotoksyczne mogą posiadać dawki progowe, na co wskazują najnowsze dane.
Przykładem związków o działaniu genotoksycznym są wielopierścieniowe węglowodory aromatyczne (WWA).